# Pelias
Pelias (greacă: Πελίας, n.  ?) a fost regele cetății Iolcus (Iolcos) în mitologia greacă.
Pelias a fost fiul prințesei Tyro cu zeul Poseidon. Soția sa a fost ori Anaxibia, fiica lui Bias, ori Phylomache, fiica lui Amphion. Copiii lui Pelias sunt Acastus, Pisidice, Alcestis, Pelopia, Hippothoe, Amphinome, Evadne, Asteropeia și Antinoe.
Regele Pelias este cel care îl trimite pe Iason în Colchida după Lâna de Aur în speranța că va muri în misiunea sa și nu-i va lua coroana conform unei profeții.